# Ulrich Haarmann
Ulrich Haarmann (* 22. September 1942 in Stuttgart; † 4. Juni 1999) war ein deutscher Islamwissenschaftler und Historiker.

## Leben
Er studierte an der Universität Freiburg bei Oluf Krückmann und an der Princeton University bei Rudolf Mach mit dem Bachelor-Abschluss in Oriental Studies (Arabistik) 1965 und wurde 1969 bei Hans Robert Roemer in Freiburg über Historiographie der Mamluken promoviert (Quellenstudien zur frühen Mamlukenzeit, 1970). Standen bei ihm zunächst philologische Interessen im Vordergrund (klassisches Arabisch und dessen Wandel bei seiner Verwendung in islamischer Religion und Recht), wandte er sich nun der Geschichte des islamischen Nahen Ostens im Spätmittelalter und der Frühen Neuzeit zu. Nach der Promotion war Ulrich Haarmann zwei Jahre am Deutschen Archäologischen Institut in Kairo, wo er die Chronik des Ibn Ad-Dawadari über die frühen Mamluken herausgab. 1972 habilitierte er sich in Freiburg und wurde dort Professor. 1978 bis 1980 war er Leiter des Orient-Instituts der Deutschen Morgenländischen Gesellschaft in Beirut (gegründet von Roemer). 1992 wurde er schließlich Professor an der Universität Kiel; 1998 Professor für Islamwissenschaft an der FU Berlin. Er war Gastprofessor in Kairo, Los Angeles, Princeton, Philadelphia und an der McGill University.
Haarmann befasste sich auch mit der Beschäftigung islamischer Autoren mit dem alten Ägypten (Sphinx, Pyramiden). Sein bedeutendes Werk ist „Geschichte der arabischen Welt“, welches er 1987 zusammen mit Albrecht Noth, Tilman Nagel, Heinz Halm u. a. verfasste und herausgab.
Er war Mitglied der Academia Europaea und der Berlin-Brandenburgischen Akademie der Wissenschaften. Haarmann war Herausgeber der Bibliotheca Islamica, der Quellen zur Geschichte des islamischen Ägypten, von Islamic History and Civilization und Mitherausgeber des International Journal of Middle East Studies.

## Schriften
- Das Pyramidenbuch des Abū-Ǧaʿfar al-Idrīsī. (st. 649/1251) (= Beiruter Texte und Studien. Band 38). Steiner (in Kommission), Stuttgart 1991, ISBN 3-515-05116-3.
- als Herausgeber: Geschichte der arabischen Welt. C. H. Beck, München 1987, ISBN 3-406-31488-0 (mehrere Auflagen).
- Mamluk Endowment Deeds as a Source for the History of Education in the Late Medieval Egypt. In: al-Abhath. Band 28, 1980, S. 31–47.
- als Herausgeber mit Peter Bachmann: Die islamische Welt zwischen Mittelalter und Neuzeit. Festschrift für Hans Robert Roemer zum 65. Geburtstag (= Beiruter Texte und Studien. Band 22). Steiner (in Kommission), Stuttgart 1979, ISBN 3-515-01845-X.
- Quellenstudien zur frühen Mamlukenzeit. Robischon, Freiburg (Breisgau) 1969, (Zugleich: Freiburg (Breisgau), Universität, Dissertation, 1969; 2. Ausgabe. (= Islamkundliche Untersuchungen. Band 1). Schwarz, Berlin 1970).